# Papuana coronata
Papuana coronata är en skalbaggsart som beskrevs av S. Endrödi 1971. Papuana coronata ingår i släktet Papuana och familjen Dynastidae. Inga underarter finns listade i Catalogue of Life.